# Gmina Audru
Gmina Audru (est. Audru vald) – gmina wiejska w Estonii, w prowincji Parnawa.
W skład gminy wchodzą:
- 1 okręg miejski: Audru
- 25 wsi: Ahaste, Aruvälja, Eassalu, Jõõpre, Kabriste, Kihlepa, Kõima, Kärbu, Lemmetsa, Liiva, Lindi, Liu, Malda, Marksa, Oara, Papsaare, Põhara, Põldeotsa, Ridalepa, Saari, Saulepa, Soeva, Soomra, Tuuraste, Valgeranna